# Marie-Theres Arnbom

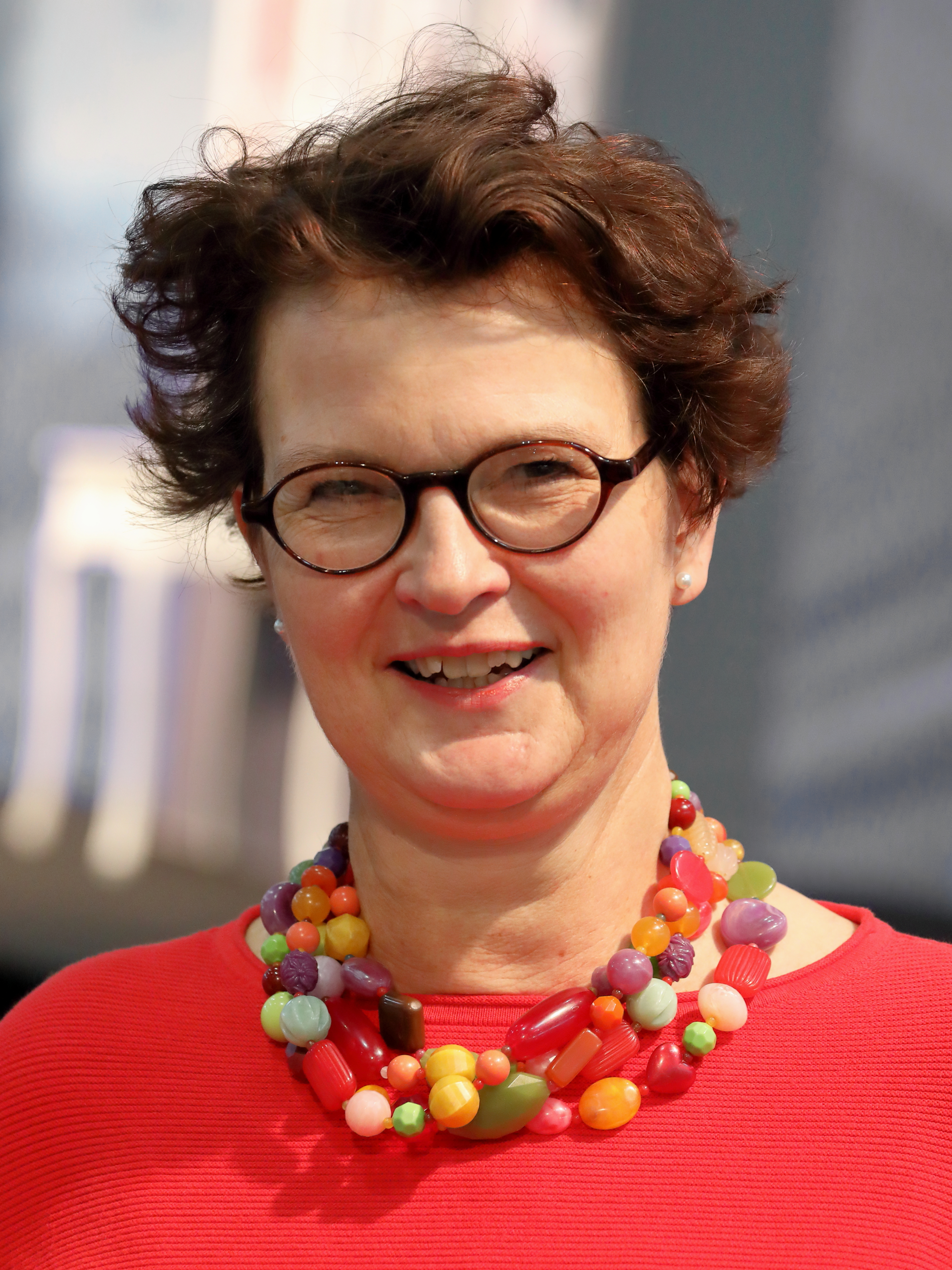
Marie-Theres Arnbom (2019)

Marie-Theres Arnbom (* 1968 in Wien) ist eine österreichische Historikerin, Autorin, Kuratorin, Kulturmanagerin; sie war von Jänner 2022 bis Dezember 2023 Direktorin des Theatermuseums.

## Leben
Marie-Theres Arnbom stammt aus einer großbürgerlichen Familie, ihr Vater war der Regisseur Arne Arnbom. Sie studierte Geschichte und Theaterwissenschaft an der Universität Wien. Ihre Diplomarbeit schrieb sie 1990 zum Thema Bürgerlichkeit nach dem Ende des bürgerlichen Zeitalters? Eine Wiener Familienkonfiguration zwischen 1900 und 1930. Im Jahr 1994 wurde sie mit der Dissertation „Bürgerliche, allzu bürgerliche Begriffe ...“. Lebenserfahrungen in der Emigration am Beispiel von Dr. Stefan Herz-Kestranek promoviert.
Arnbom ist Gründerin des Kindermusikfestivals St. Gilgen und – gemeinsam mit Christoph Wagner-Trenkwitz – Gründerin des Forschungsinstituts für Operette und Unterhaltungstheater. Sie arbeitet unter anderem die Geschichte jüdischer Intellektueller auf und versucht, deren Gedankenwelt wiederzubeleben.
Marie-Theres Arnbom übernahm am 1. Jänner 2022 nach Thomas Trabitsch die Direktion des Wiener Theatermuseums. Sie verließ das Theatermuseum zum 31. Dezember 2023 wieder.
Basierend auf ihrer 2018 im Amalthea-Verlag erschienenen Recherche Ihre Dienste werden nicht mehr benötigt mit dem Untertitel Aus der Volksoper vertrieben – Künstlerschicksale 1938, in der die letzte Produktion vor dem „Anschluss“ Österreichs im März 1938 Gruß und Kuß aus der Wachau als roter Faden diente, entstand das im Dezember 2023 an der Volksoper Wien uraufgeführte Stück Lass uns die Welt vergessen – Volksoper 1938 mit Text von Theu Boermans und Musik von Keren Kagarlitsky.
Arnbom ist mit dem Chemiker, Unternehmer und Genealogen Georg Gaugusch verheiratet.

## Veröffentlichungen (Auswahl)
- 2002: Friedmann, Gutmann, Lieben, Mandl und Strakosch: fünf Familienporträts aus Wien vor 1938. Wien, Böhlau-Verlag, 2002. ISBN 3-205-99373-X
- 2003: Blitzlichter: Erinnerungen von Annemarie Düringer. Wien, Molden-Verlag 2003. ISBN 3-85485-099-9
- 2005: Grüß mich Gott. Fritz Grünbaum – eine Biografie. (mit Christoph Wagner-Trenkwitz)
- 2006: War'n Sie schon mal in mich verliebt? Filmstars, Operettenlieblinge und Kabarettgrößen in Wien und Berlin. Wien, Böhlau-Verlag, 2006. ISBN 978-3-205-77550-8
- 2009: Salzkammergut. Die Welt von gestern in Farbe. Wien, Brandstätter-Verlag, 2009. ISBN 978-3-85033-293-4
- 2010: Wolfgangsee. Wien, Verlag Christian Brandstätter, 2010. ISBN 978-3-85033-361-0
- 2010: Marlene Dietrich  ihr Stil, ihre Filme, ihr Leben. Wien, Brandstätter-Verlag 2010. ISBN 978-3-85033-306-1
- 2011: Welt der Operette. Glamour, Stars und Showbusiness (mit Kevin Clarke u. Thomas Trabitsch), Wien, Brandstätter-Verlag 2011. ISBN 978-3-85033-581-2
- 2013: Lotte Tobisch, aufgezeichnet von Marie-Theres Arnbom: Langweilig war mir nie: warum es sich lohnt, neugierig zu bleiben. Wien, Brandstätter-Verlag 2013. ISBN 978-3-85033-752-6
- 2014: Damals war Heimat. Die Welt des Wiener jüdischen Großbürgertums. Wien, Amalthea-Verlag 2014. ISBN 978-3-85002-877-6
- 2015: Swing tanzen verboten: Unterhaltungsmusik nach 1933 zwischen Widerstand, Propaganda und Vertreibung, Wien, Armin Berg Verlag 2015. ISBN 978-3-9502673-3-4
- 2017: Die Villen von Bad Ischl: Wenn Häuser Geschichten erzählen, Wien, Amalthea Signum 2017. ISBN 978-3-99050-069-9
- 2018: Die Villen vom Attersee: Wenn Häuser Geschichten erzählen, Wien, Amalthea Signum 2018. ISBN 978-3-99050-123-8
- 2018: Ihre Dienste werden nicht mehr benötigt: Aus der Volksoper vertrieben – Künstlerschicksale 1938, Wien, Amalthea Signum 2018. ISBN 978-3-99050-142-9
- 2019: Die Villen vom Traunsee: Wenn Häuser Geschichten erzählen, Wien, Amalthea Signum 2018. ISBN 978-3-99050-149-8
- 2021: Die Villen vom Ausseerland: Wenn Häuser Geschichten erzählen, Wien, Amalthea Signum 2021. ISBN 978-3-903217-72-0.
- 2022: Die Villen von Baden: Wenn Häuser Geschichten erzählen, Wien, Amalthea Signum 2022. ISBN 978-3-99050-225-9.